# Галимов, Хабир Латыпович
Галимов, Хабир Латыпович (23 января (5 февраля) 1905, д. Лагерево, Златоустовский уезд, Уфимская губерния — 20 февраля 1996 года, Уфа, Башкортостан) — башкирский советский артист оперы (драматический тенор). Заслуженный артист РСФСР (1947). Заслуженный артист Башкирской АССР (1942).

## Биография
Родился 23 января (5 февраля) 1905 в деревне Лагерево Златоустовского уезда Уфимской губернии.
В 1932 году окончил Башкирский техникум искусств, в 1938 г. — Башкирское отделение Московской консерватории (по классу пения Н. И. Сперанского).
Артистическую деятельность начал в 1929 году на сцене Башкирского театра драмы (Уфа). С 1938 года — солист Башкирского театра оперы и балета (Уфа). Член КПСС с 1945 года.
Выступал в концертах как исполнитель башкирских народных песен. С 1955 года работал солистом Башкирской филармонии.
Умер 20 февраля 1996 года в Уфе.

## Театральные работы
- Паолино («Тайный брак» Д. Чимароза)
- Барон Коллоандр («Прекрасная мельничиха» Д. Паизиелло)
- Юлай («Хакмар» М. М. Валеева)
- Аскер («Аршин мал алан» У. Гаджибекова)
- Мэргэн («Мэргэн» А. А. Эйхенвальда)
- Салават («Салават Юлаев» З. Г. Исмагилова)
- Тараул («Акбузат» Х. Ш. Заимова, А. Э. Спадавеккиа)
- Юмагул («Ашкадар» Н. К. Чемберджи)
- Шатмурат («Карлугас» Н. К. Чемберджи)
- Юлай («Айхылу» Н. И. Пейко)
- Овлур («Князь Игорь» А. П. Бородина)